# Ильпанурское сельское поселение
Ильпанурское сельское поселение — муниципальное образование (сельское поселение) в составе Параньгинского района Марий Эл России.
Административный центр — деревня Ильпанур.

## История
Статус и границы сельского поселения установлены Законом Республики Марий Эл от 18 июня 2004 года № 15-З «О статусе, границах и составе муниципальных районов, городских округов в Республике Марий Эл».

## Население
| 2010 | 2011 | 2012 | 2013 | 2014 | 2015 | 2016 |
| ---- | ---- | ---- | ---- | ---- | ---- | ---- |
| 826  | ↘823 | ↘799 | ↘773 | ↘753 | ↘737 | ↘727 |
| 2017 | 2018 | 2019 | 2020 | 2021 | 2023 |      |
| ↘720 | ↘703 | ↘687 | ↘672 | ↗708 | ↗710 |      |

## Состав поселения
В состав сельского поселения входят 6 деревень:
| № | Населённый пункт | Тип населённого пункта          | Население |
| - | ---------------- | ------------------------------- | --------- |
| 1 | Данилово         | деревня                         | 13        |
| 2 | Ильпанур         | деревня, административный центр | 656       |
| 3 | Мари-Кошпай      | деревня                         | 29        |
| 4 | Онучино          | деревня                         | 3         |
| 5 | Русский Лебляк   | деревня                         | 25        |
| 6 | Шеменермучаш     | деревня                         | 100       |